# Bloodsimple
Bloodsimple – amerykański pięcioosobowy zespół, wywodzący się z Nowego Jorku oraz Long Island, grający muzykę z gatunku metalcore oraz metal alternatywny.

## Muzyka
Muzyka bloodsimple łączy ze sobą elementy brutal hardcore i metalcore wraz z bardziej melodyjnymi brzmieniami nu metal oraz alternative metal. bloodsimple miesza ze sobą mocne klimaty Pantery z bardziej melodyczną melancholijnością Alice in Chains. Zespół otwarcie mówi że jest inspirowany twórczością zespołów takich jak Radiohead, Portishead, The Doors, Slayer, Pantera oraz Mastodon i Metallica.

## Muzycy
- Tim Williams – śpiew
- Mike Kennedy – gitara
- Nick Rowe – gitara
- Kyle Sanders – gitara basowa
- Chris Hamilton – perkusja

## Dyskografia

### Dema
- 2002 Demo 2002
- 2003 Demo 2003 (wczesne)
- 2003 Demo 2003 (późniejsze)
- 2004 Demo 2004

### Albumy
- 2005 A Cruel World
- 2007 Red Harvest

### Inne
- Masters of Horror Soundtrack (2005) „Overload” 3:23
- Saw II Original Soundtrack (2005) „September” 3:38